# Wikbold Dobilstein
Wikbold Dobilstein (auch Dobbelstein; Dobylstein; * 26. Januar 1312; † 21. Juli 1398/1400 in Köln) war 1363–1381/85 Bischof von Kulm.

## Leben
Wikbold Dobilstein entstammte einem ritterbürtigen Geschlecht im Herzogtum Limburg. Seine Eltern waren Tithmar/Diethmar Dobilstein und dessen Frau Margarethe. Über Wikbolds Jugend und Ausbildung ist nichts bekannt. Er kam als Kaplan des Hochmeisters Winrich von Kniprode nach Preußen, wo er erstmals im Januar 1352 nachgewiesen ist. Im Oktober d. J. wurde er Domherr von Pomesanien. Auf Betreiben des Hochmeisters wurde er am 24. März 1363 von Papst Urban V. zum Nachfolger des Kulmer Bischofs Johann Schadland ernannt, der zuvor nach Hildesheim versetzt worden war. Wenige Monate später empfing Wikbold in Avignon die Bischofsweihe und erstmals am 1. November 1363 ist er als Bischof in Kulm belegt. Als der Deutsche Orden im Mai 1366 in Danzig einen Vertrag mit dem Rigaer Erzbischof Fromhold von Vifhusen schloss, waren dort auch Wikbold sowie die übrigen preußischen Bischöfe anwesend.
Wie seine Vorgänger förderte Wikbold die Besiedlung des Löbauer Landes. Den Siedlern bestätigte er die bis dahin gewährten Privilegien. Ein Streit, den er ab Anfang 1371 mit der Stadt Kulmsee um die bischöflichen Güter führte, konnte mit Vermittlung des Heiligen Stuhls durch Schiedsrichter, die 1374 in Briesen gewählt wurden, beigelegt werden. 1373 hielt er sich auf dem Hof Vogelsang bei Koblenz auf. Dem Zisterzienserkloster Pelplin stiftere er 140 Mark, der Marienkapelle in der Kathedrale von Kulmsee 200 Mark für die Anstellung eines Kaplans. 1375 wurde Wikbold von dem kulmischen Ritter Hans von Kruschin in Kulmsee überfallen und nach Dobrin entführt. Erst nachdem Wikbold dem Entführer Straffreiheit zusicherte, wurde er freigelassen. Vermutlich deshalb übertrug Wikbold anschließend die Verwaltung seiner Diözese dem Domkapitel und begab sich nach Köln. 1379 weihte er die Klosterkirche sowie zwei Altäre des Zisterzienserklosters Altenberg, das er mit Spenden unterstützte.
Mit päpstlicher Zustimmung resignierte Wikbold zwischen 1381 und 1385 auf das Bistum Kulm. Danach hielt er sich überwiegend in Köln auf, wo er im Altenberger Hof, einem Hof der Abtei Altenberg, wohnte. Mit seinem 1396 errichteten Testament verfügte er u. a. 300 Gulden für die Kathedrale in Kulmsee und 200 Gulden für das Zisterzienserkloster Pelplin.
Wikbold Dobilstein starb am 21. Juli 1398 oder 1400 in Köln. Sein Leichnam wurde im Altenberger Dom beigesetzt. Sein Grabmal ging nach der Säkularisation des Klosters 1803 verloren.